# Canthocamptus aischghoi
Canthocamptus aischghoi is een eenoogkreeftjessoort uit de familie van de Canthocamptidae. De wetenschappelijke naam van de soort is voor het eerst geldig gepubliceerd in 1930 door Schiklejew.